# Bomolocha suffusa
Bomolocha suffusa là một loài bướm đêm trong họ Noctuidae.